# Electro swing
Electro swing – gatunek muzyczny, który łączy wpływy klasycznego (od roku 1920 do roku 1949) lub współczesnego swingu i jazzu z gatunkami takimi jak EDM, house, dubstep, drum and bass czy hip-hop.
Przykładowymi wykonawcami tworzącymi w tym stylu są Parov Stelar, Klaus Waldeck, Movits!, Caro Emerald, The Electric Swing Circus, Caravan Palace, Gramophonedzie czy The Correspondents. W Polsce ten styl reprezentuje znany jako Mr. Jazzek, szczeciński dj i producent Jacek Janaszkiewicz, autor m.in. takich piosenek jak Sugar Push, Jack Gallant czy Palinca.
Festiwalami gdzie grano electro swing są lub były imprezy Glastonbury Festival, The Big Chill, Brighton Fringe, Secret Garden Party oraz Bestival.
Popularność stylu wzrasta czego przykładem jest utwór We No Speak Americano, który w 2010 roku był hitem w Europie, Ameryce Południowej i Australii. Obecnie, teledysk z oficjalnego kanału Spinnin’ Records na YouTube ma ponad 55 800 000 wyświetleń.